# Euripus cinnamomeus
Euripus cinnamomeus är en fjärilsart som beskrevs av Wood-mason 1881. Euripus cinnamomeus ingår i släktet Euripus och familjen praktfjärilar. Inga underarter finns listade i Catalogue of Life.